# Kageki shōjo!!
Kageki shōjo!! (jap. かげきしょうじょ!!) – manga autorstwa Kumiko Saiki, publikowana w magazynie „Jump X” wydawnictwa Shūeisha od 10 maja 2012 do 10 października 2014 pod tytułem Kageki shōjo! (jap. かげきしょうじょ!). Od 28 lutego 2015 manga publikowana jest na łamach magazynu „Melody” wydawnictwa Hakusensha.
Na podstawie mangi powstał 13-odcinkowy telewizyjny serial anime wyprodukowany przez studio Pine Jam, który emitowany był od 3 lipca do 25 września 2021.

## Fabuła
Ai Narata jest byłą idolką. Po wymuszonym odejściu ze swojej grupy, postanawia dołączyć do szkoły Kouka. Do akademii uczęszczają uczennice przygotowujące się do pracy jako aktorki w Takarazuka Revue. Jedną z nich jest Sarasa Watanabe, wysoka dziewczyna, której marzeniem jest zagrać Lady Oscar w przedstawieniu na podstawie mangi Róża Wersalu. Ai i Sarasa zostają umieszczone w tym samym pokoju w dormitorium. Z początku Narata nie przepada za swoją wysoką koleżanką, lecz z czasem obie dziewczyny zbliżają się do siebie, tworząc niezastąpioną przyjaźń.